# Agnathosia
Agnathosia is een geslacht van vlinders van de familie echte motten (Tineidae).

## Soorten
- A. byrsinopa (Meyrick, 1933)
- A. mendicella (Denis & Schiffermüller, 1775)
- A. sandoeensis Jonasson, 1977